# Mährens
Mährens es una isla báltica que está deshabitada, pertenece al país europeo de Alemania, y se encuentra entre las islas de Rügen y Ummanz. Es tan sólo de 150 metros largo × 100 metros de ancho con una altura de hasta 3 metros. Junto con dos islas vecinas más grandes forma parte del parque nacional de la laguna de Pomerania Occidental en el estado de Mecklemburgo-Pomerania Occidental.